# Ivet Corvea
Ivet Corvea, née à Pinar del Río à Cuba, est une actrice américaine de cinéma et de télévision.

## Filmographie
- 2016 : I'm Not, Am I? (court métrage en production) : Monica Collins
- 2015 : Siempre (court métrage) : Valentina
- 2015 : True Detective (série télévisée)
- 2015 : The Painting : Marie Lavaux
- 2015 : Misguided (mini-série) : Breeze
- 2015 : Pain Is Beautiful : Lydia Dominique
- 2014 : Bad Judge (série télévisée) : Mary Harmon
- 2014 : The Looking Glass (court métrage) : la jeune femme
- 2011-2013 : They Live Among Us (série télévisée) : Serafina
- 2013 : Bobby and Henry (court métrage) : Ruth
- 2013 : Down and Dangerous : Haven Reyes
- 2013 : Love & Other Mishaps (série télévisée) : Carmen
- 2013 : Kill Season : Marianna
- 2013 : Unusual Suspects (documentaire) : Tracy Sampkin
- 2012 : Interglobal Trading Fund (court métrage télévisé) : Lara Thompson
- 2012 : Incarcerita (court métrage) : Alex
- 2012 : Bloody Bloody Bible Camp (en) : Millie
- 2012 : Prime Suspect (série télévisée) : la femme E.M.T.
- 2011 : Bloody Wedding : la mariée
- 2011 : The New Republic
- 2010 : One Step Forward Two Steps Back (court métrage)
- 2010 : The Event (série télévisée) : la nurse
- 2010 : Nude Nuns with Big Guns : maîtresse Charlotte
- 2009 : Dedd Brothers : Nomi
- 2009 : Raising the Bar (série télévisée) : Camile de la Paz
- 2009 : Run! Bitch Run! : Marla
- 2008 : Driving Bill Crazy : Rosarita Cho
- 2006 : Dog Lover's Symphony : la maitresse
- 2006 : Gettin' Some Jail Time (court métrage) : l'intervieweuse
- 2005 : Spyware (court métrage) : M. Munchly